# Malamir
Malamir (bulg. Маламир; † 836) gehörte der Dynastie Krum an. Er war zwischen 831 und 836 Herrscher des Ersten Bulgarischen Reichs. Malamir war der dritte und jüngste Sohn des Khans Omurtag. 
Malamir wurde Khan des Bulgarischen Reiches, nachdem sein ältester Bruder Enravota (oder Boyan) zum Christentum übergetreten war und sein zweitältester, Zwiniza, verstorben war. Da er bei seiner Krönung noch minderjährig war, setzte die Versammlung der Großen Boljaren (Boljaren) den Kawkhan Isbul als Regent ein.
Innenpolitisch verfolgte er die Politik seines Vaters und stand dem Christentum ablehnend gegenüber. Unter ihm nahmen die Verfolgungen gegen die Christen neue Ausmaße an, die sogar die von seinem Vater Omurtag übertrafen. Malamir ließ auch seinen ältesten Bruder Enravota ermorden, weil er nicht vom Christentum ablassen wollte. Unter seiner Herrschaft herrschte im ganzen Reich eine große Bautätigkeit. Viele Wehranlagen, Festungen oder die Wasserversorgung und Kanalisation der Hauptstadt Pliska wurden errichtet.
836 brach der byzantinische Kaiser Theophilos den unter Malamirs Vater, Khan Omurtag, unterschriebenen 30-jährigen Friedensvertrag und griff die Region Sagore an. Mit Kawkhan Isbul an der Heeresspitze holten die Bulgaren zum Gegenschlag aus und der junge Herrscher schlug die Byzantiner zurück und eroberte die Festungen Prowat, Burdizon (heute Babaeski) im östlichen Thrakien und Philippopolis. Damit wurde die strategische Straße Via Militaris, auch Via Diagonalis genannt, die von Konstantinopel aus Richtung Serdica (heute Sofia) quer über die Balkanhalbinsel bis nach Singidunum (heute Belgrad) führte, unterbrochen. Die neuen Landgewinne der Bulgaren brachten auch eine Richtungsänderung der bulgarischen Expansionspolitik in Richtung Süden und Südosten und eine mögliche Vereinigung mit dem bulgarischen Khaganat von Bitola, das von Khan Kuwer um 680 gegründet wurde. Diese Ereignisse wurden in der bei Philippopolis gefundenen Malamir-Tafel bestätigt. Khan Malamir starb 836 kinderlos unter unbekannten Umständen. Ihm folgte Presian I., der Sohn des Bruders Zwiniza.
Seit 2005 ist er Namensgeber für den Malamir Knoll, einen Nunatak auf Greenwich Island in der Antarktis.